# Horné Otrokovce
Horné Otrokovce (deutsch Oberotrokowitz, ungarisch Felsőatrak) ist eine Gemeinde im Westen der Slowakei mit 893 Einwohnern (Stand 31. Dezember 2024), die zum Okres Hlohovec, einem Teil des Trnavský kraj, gehört.

## Geographie
Die Gemeinde befindet sich im Westteil des Hügellands Nitrianska pahorkatina (Teil des Donauhügellands) am Bach Stoličný potok, am Fuße des Gebirges Považský Inovec. Das Ortszentrum liegt auf einer Höhe von 230 m n.m. und ist elf Kilometer von Hlohovec entfernt.
Nachbargemeinden sind Svrbice und Orešany im Norden, Tekolďany im Nordosten und Osten, Dolné Otrokovce im Südosten, Horné Trhovište im Südwesten und Jalšové im Westen.

## Geschichte
Horné Otrokovce wurde zum ersten Mal 1156 als Otroc schriftlich erwähnt. Damals war die Ortschaft Teil des Guts des Klosters am Zobor, nach 1388 war sie Besitz der Familien Kosztolányi, Skarbal, Zay, Rudnyánszky, Vranovich und anderen. 1828 zählte man 46 Häuser und 321 Einwohner, deren Haupteinnahmequellen Landwirtschaft und Weinbau waren.
Bis 1918 gehörte der im Komitat Neutra liegende Ort zum Königreich Ungarn und kam danach zur Tschechoslowakei beziehungsweise heute Slowakei.
1975 wurde der Nachbarort Tekolďany eingegliedert, 1979 folgten die Orte Horné Trhovište und Tepličky. Alle wurden 1990 wieder selbstständig.

## Bevölkerung
| Jahr                | 1994 | 2004    | 2014    | 2024    |
| ------------------- | ---- | ------- | ------- | ------- |
| Anzahl der Personen | 904  | 897     | 865     | 893     |
| Unterschied         |      | −0,77 % | −3,56 % | +3,23 % |

| Jahr                | 2023 | 2024    |
| ------------------- | ---- | ------- |
| Anzahl der Personen | 901  | 893     |
| Unterschied         |      | −0,88 % |

Nach der Volkszählung 2011 wohnten in Horné Otrokovce 858 Einwohner, davon 844 Slowaken, jeweils zwei Russen und Ukrainer sowie ein Tscheche. Neun Einwohner machten diesbezüglich keine Angabe. 773 Einwohner bekannten sich zur römisch-katholischen Kirche, zwei Einwohner zur evangelischen Kirche A. B. sowie jeweils ein Einwohner zur evangelisch-methodistischen Kirche und zur orthodoxen Kirche; zwei Einwohner bekannten sich zu einer anderen Konfession. 40 Einwohner waren konfessionslos und bei 39 Einwohnern wurde die Konfession nicht ermittelt.

## Bauwerke
- römisch-katholische Emmerichskirche aus dem Jahr 1882
- Landschloss mit Park aus der zweiten Hälfte des 18. Jahrhunderts